# فرودگاه پوکن
 فرودگاه پوکن (به انگلیسی: Pucón Airport) (به زبان بومی: Aeropuerto Pucón) یک فرودگاه همگانی با کد یاتا ZPC است که یک باند فرود آسفالت دارد و طول باند آن ۱۷۰۰ متر است. این فرودگاه در کشور شیلی قرار دارد و در ارتفاع ۲۶۸ متری از سطح دریا واقع شده است.